# Namibimydas gaerdesi
Namibimydas gaerdesi är en tvåvingeart som beskrevs av Hesse 1972. Namibimydas gaerdesi ingår i släktet Namibimydas och familjen Mydidae.
Artens utbredningsområde är Namibia. Inga underarter finns listade i Catalogue of Life.